# Положение (нормативный акт)
Положение — нормативно-правовой или локальный правовой акт, определяющий основные правила организации и деятельности государственных органов, систем однородных органов, структурных подразделений органа, а также учреждений, организаций и предприятий (филиалов), которые им подчиняются, временно создаваемых комиссий, групп, бюро и других, а также определяет их взаимоотношения с другими органами, организациями, учреждениями и гражданами.
Положения могут утверждаться не только законодательными, но и другими правотворческими органами (например, правительством).
Положение о временно создаваемых комиссиях, группах, бюро, проектах и др. описывает цели, структуру, взаимные обязанности группы людей или организаций, которые объединились для достижения общей цели.
Эквивалентом положению в частном праве является устав.

## Классификация
По содержанию различают положения:
- о предприятии, организации, учреждении, фирме, заведении и т. д., об их структурных подразделениях — комиссиях, бюро, группах и т. п. с регламентацией порядка их образования, структуры, функций, компетенции, обязанностей и организации работы,
- регулирующие совокупность организационных, трудовых и других отношений по конкретному вопросу;
- об организации и проведении различных мероприятий — культурно- и спортивно-массовых, конкурсов, смотров и т. п.; структуру и содержание таких положений определяют учреждения, которые являются организаторами мероприятий.

Положения бывают типовые и индивидуальные:
- Типовые положения разрабатывают высшие органы для системы предприятий, организаций, учреждений, фирм.
- индивидуальные — создаются по указанию руководства на основании типовых положений непосредственно на предприятиях, в учреждениях, организациях, фирмах.

Проект положения подписывает руководитель структурного подразделения, а утверждает руководитель высшего ранга, которому непосредственно подчиняется данное подразделение. На втором экземпляре в случае необходимости оформляют реквизиты согласования и отметку об исполнителе.

## Положение о предприятии или учреждении

### Реквизиты
Положение может иметь следующие реквизиты: герб; название ведомства; организации; структурного подразделения; гриф утверждения; название вида документа; положение; место издания; дата; индекс; заголовок к тексту; текст; подпись; отметка о согласовании.
Текст обычно состоит из таких разделов: 1. Общие положения. 2. Собственность и денежные средства предприятия. 3. Производственно-хозяйственная деятельность. 4. Права и обязанности предприятия или его подразделений. 5. Структура управления. 6. Реорганизация и ликвидация учреждения, организация предприятия.
В первом разделе указывают цели, послужившие основанием для создания предприятия, учреждения, организации или их структурных подразделений, главные задачи, функциональные связи с другими организациями, подразделениями и т. д.
Во втором — указываются основные и оборотные средства, порядок приобретения собственности, амортизационные отчисления и их назначение, прибыль, отчисления на премирование рабочих и служащих, жилой фонд, служебные помещения, порядок распоряжения излишками неиспользованных оборотных средств.
В последних разделах регламентируется производственно-хозяйственная деятельность предприятия, определяются задачи по качеству производимой продукции.
В зависимости от специфики деятельности положения могут отражать ход капитального строительства, изобретательства и рационализации; состояние материально-технического обеспечения; трудовой режим; порядок распределения жилой площади, организация социального страхования; оплата кредитов и прочее.

### Оформление
Положения оформляют на общих или специальных бланках организации (обычно формата A4). Если положение не выходит за пределы предприятия, то его можно оформлять на чистых листах бумаги.
Заголовок к тексту может сочетаться с названием вида документа, например: «Положение о психологической службе системы образования России», «Положение о Министерстве финансов Российской Федерации».

### Вступление в силу
Положение вступает в силу со дня его утверждения (или даты, указанной в распорядительном документе, которым утверждено положение).

## Извлечения из законодательных актов
Представительства и филиалы не являются юридическими лицами. Они наделяются имуществом создавшим их юридическим лицом и действуют на основании утвержденных им положений.— ч. 3 ст. 55 ГК РФ